# Trabajo y Justicia Social-La Alternativa Electoral
Trabajo y Justicia Social-La Alternativa Electoral (Arbeit & soziale Gerechtigkeit-Die Wahlalternative; WASG) fue un partido político alemán de izquierdas existente entre 2005 y 2007.

## Historia
La historia del WASG se remonta al movimiento político Alternativa Electoral por el Trabajo y la Justicia Social (en alemán: Wahlalternative Arbeit und soziale Gerechtigkeit, abreviado  WAsG), fundado el 3 de julio de 2004. En noviembre de 2004, se decidió que la WAsG se constituiría oficialmente como partido, ya que gran parte de su directiva tenía la intención de participar en las elecciones federales del año siguiente. 
El WASG se constituyó oficialmente como partido el 22 de enero de 2005, por militantes del ala izquierda del Partido Socialdemócrata de Alemania (SPD), sindicalistas y otros activistas de izquierdas, como respuesta contra la política de reformas del gobierno roji-verde de Gerhard Schröder al que tildaban de neoliberal. En pocos meses, la WASG consiguió más de 10 000 afiliados, entre ellos Oskar Lafontaine, expresidente del SPD. Tras su constitución como partido, y a pesar de su nuevo nombre, mantuvo la sigla WASG.
Desde el momento de la fundación del partido, se discutió una posible fusión de la WASG con el Partido del Socialismo Democrático (PDS) —heredero del Partido Socialista Unificado de la RDA—. Sin embargo, a causa de la legislación alemana sobre partidos, en aquel momento no quedaba tiempo para realizar esta fusión antes de las elecciones generales de septiembre de 2005. Por lo tanto, en estas elecciones los candidatos de la WASG se presentaron como independientes en las listas del PDS, que cambió su nombre por el de Partido de la Izquierda (Die Linkspartei). Obtuvo el 8,7% de votos y 54 escaños. Su grupo parlamentario conjunto nombró como portavoces a Gregor Gysi, dirigente del PDS/Linkspartei, y a Oskar Lafontaine, por la WASG.
En 2006, no avanzaron los planes de fusión, sobre todo a causa de las elecciones regionales en el Land de Berlín del 17 de septiembre. En esta ciudad, el Partido de la Izquierda llevaba gobernando cinco años en coalición con el SPD, mientras que la sección regional de la WASG se posicionó claramente a la izquierda del gobierno. Por lo tanto, aunque la dirección federal de la WASG trató de impedirlo, la WASG berlinesa se presentó en las elecciones con una lista propia. Sin embargo, sólo consiguió el 2,9% de los votos y ningún escaño —en contra del 13,4% de votos y los 23 escaños del Partido de la Izquierda, que confirmó su participación en el gobierno regional—.
En consecuencia, se reanudaron las negociaciones de fusión de los dos partidos. Esta fusión se produjo finalmente el 16 de junio de 2007, con lo que se creó Die Linke y la WASG dejó de existir como partido.